# Земская почта Аткарского уезда
Зе́мская по́чта Атка́рского уе́зда — земская почта, организованная земской управой Аткарского уезда Саратовской губернии. Существовала с 1866 года по 1918 год. В уезде выпускались собственные земские марки.

## История почты
В ноябре 1780 года Аткарск получил статус города, в январе 1781 года открылась Аткарская почтовая контора, позже переросшая в земскую почту. Корреспонденция на этом этапе принималась и доставлялась бесплатно. Аткарская уездная земская почта была открыта 6 апреля 1866 года. Почтовые отправления пересылались с ямщиками земских почтовых станций. Осуществлялся приём как служебных, так и частных почтовых отправлений, которые пересылались бесплатно. С 1867 года стали приниматься денежные письма. Пересылка почтовых отправлений начала осуществляться из уездного центра (города Аткарска) в 22 волостных правления уезда один раз в неделю. С 1 января 1872 года были введены земские почтовые марки номиналом 2 копейки. В связи с повышением платы с 1 января 1873 года по 1886 год номинал земских марок стал 3 копейки. С 1 января 1887 года доставка всех почтовых отправлений стала бесплатной.

## Выпуски марок

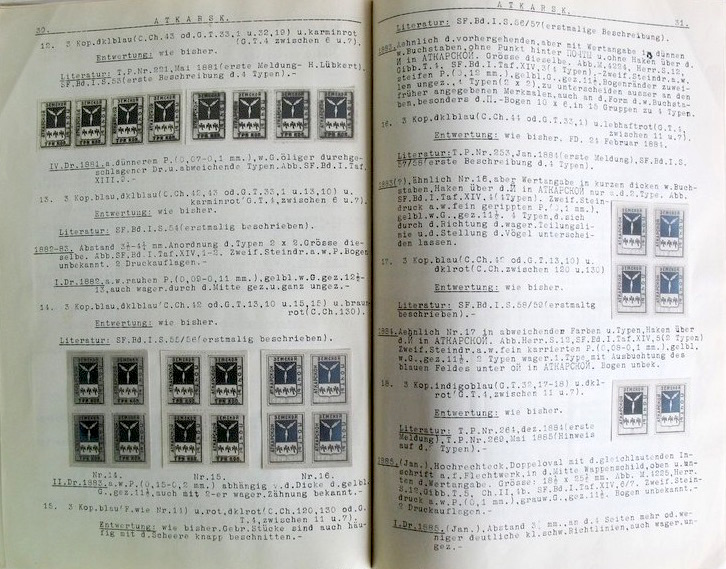
Страницы каталога Шмидта об Аткарских земских марках, 1932 г.

На всех марках земской почты в Аткарском уезде изображены гербы Саратовской губернии и Аткарского уезда.
В каталогах указаны марки под номерами 1 и 2, выпущенные в 1869—1872 годах, которые на самом деле являются не марками, а этикетками уездной управы.

## Гашение марок
Гашение марок осуществлялось чернилами и штемпелями круглой формы.